# Johann Schneider-Ammann
Pour les articles homonymes, voir Ammann.
Johann Niklaus Schneider-Ammann, né le 18 février 1952 à Sumiswald (originaire de Hasle bei Burgdorf), est un entrepreneur et une personnalité politique suisse, membre du Parti libéral-radical. Il est conseiller fédéral du 1er novembre 2010 au 31 décembre 2018 et président de la Confédération suisse en 2016.

## Biographie
Johann Schneider-Ammann naît le 18 février 1952 à Sumiswald, dans le canton de Berne. Il est originaire d'une autre commune du canton, Hasle bei Burgdorf.
Il étudie le génie électrique à l'École polytechnique fédérale de Zurich et y obtient son diplôme en 1977. En 1983, il obtient un MBA à l'Institut européen d'administration des affaires de Fontainebleau.
Il termine son service dans l'armée suisse en 2002 avec le grade de colonel EMG. Il commandait le régiment d'infanterie de montagne 17.
En 1978, il devient chef de projet chez Oerlikon-Bührle puis rejoint en 1981 la société familiale de son épouse, Katharina Schneider-Ammann (née Ammann), d'abord comme secrétaire général puis, dès 1990, en tant que président d'Ammann Group. Depuis la participation d'Ammann Group dans l'assainissement du Mikron Technology Group en 2003, il est aussi président de son conseil d'administration ; il appartenait précédemment à cet organisme en tant que membre. Depuis 1998, il siège également au conseil d'administration de Swatch Group.
À partir de 1999, il préside l'Association suisse des industries mécanique, électrique et métallique Swissmem ; il est également vice-président de l'association Économiesuisse.
Il est marié et père de deux enfants. Il vit à Langenthal, dans le canton de Berne.

## Parcours politique
À l'automne 1999, il est élu au Conseil national puis réélu en 2003 et 2007. Il est membre de la Commission de l'économie et des redevances.
Le 18 août 2010, il annonce sa candidature au Conseil fédéral afin de succéder à Hans-Rudolf Merz ; sa candidature est retenue par le groupe libéral-radical de l'Assemblée fédérale avec celle de Karin Keller-Sutter. Le 22 septembre 2010, il est élu devant l'UDC Jean-François Rime, devenant le 114e conseiller fédéral de l'histoire. Le 27 septembre 2010, il se voit attribuer le Département fédéral de l'économie.
Le 9 décembre 2015, il est réélu conseiller fédéral pour quatre ans, avec 191 voix, puis il est élu président de la Confédération pour l'année 2016 avec 196 voix.
Il participe à la réunion du Groupe Bilderberg de 2017 et de 2018.
Le 25 septembre 2018, il annonce sa démission du Conseil fédéral pour la fin 2018.

### Citations
« Rire, c'est bon pour la santé, selon un dicton populaire » est une phrase prononcée en 2016 par Johann Schneider-Ammann en ouverture d'une allocution pour la journée des malades, alors qu'il était président de la Confédération. En raison de son air grave et de son ton monocorde,, il acquiert une certaine, notoriété à l'étranger,, et la vidéo fait l'objet de nombreuses parodies et détournements,,, notamment en France. Du propre aveu de Johann Schneider-Ammann, même le président américain Barack Obama l'a mentionné lorsqu'ils se sont rencontrés. 
Lors de la session suivante du Parlement, victime d'une panne de micro, il fait lui-même référence à cet épisode en se félicitant de pouvoir cette fois rire à bon escient.